# Natalia Semanova
 (février 2013).
Natalia Semanova (Наталья Семанова), née le 1er octobre 1979 à Moscou, est une mannequin russe.
Elle remporte le concours Elite Model Look en 1994, et devient un des premiers Top-model venus d'Europe de l'est.

## Biographie
Elle a fait a plusieurs reprises les couvertures des magazines Marie Claire et Vogue, notamment en France et en Espagne. Elle défile pour de diverses marques comme Givenchy, Lanvin, Lolita Lempicka. Elle est mariée au français David Bentolila, son ancien agent de l'agence Elite.